# Gesundbrunnen Center
Gesundbrunnen Center er et indkøbscenter i Berlin. Det ligger i bydelen Gesundbrunnen (Berlin Mitte).